# Kap Monakow
Kap Monakow (russisch Мыс Монакова Mys Monakowa) ist ein Kap an der Küste des ostantarktischen Enderbylands. Es liegt auf der Westseite der Sakellari-Halbinsel.
Luftaufnahmen entstanden 1956 im Rahmen der Australian National Antarctic Research Expeditions sowie bei einer sowjetischen Antarktisexpedition im Jahr darauf. Die Teilnehmer letzterer Forschungsfahrt benannten es nach Sergei Jewgenjewitsch Monakow, einem sowjetischen Polarflieger, der 1955 beim Absturz einer Iljuschin Il-12 im Oblast Archangelsk ums Leben gekommen war.